# Liste der Staatspräsidenten von Peru
Die Liste der Staatspräsidenten von Peru führt alle Staatspräsidenten von Peru seit seiner Unabhängigkeit 1821 auf.
| Name                                | Lebensdaten | Amtszeit                                  |
| ----------------------------------- | ----------- | ----------------------------------------- |
| José de San Martín                  | 1778–1850   | 28. Juli 1821 – 20. September 1822        |
| Francisco Xavier de Luna Pizarro    | 1780–1855   | 20. September 1822 – 22. September 1822   |
| José de La Mar                      | 1778–1830   | 22. September 1822 – 27. Februar 1823     |
| José Bernardo de Tagle Portocarrero | 1779–1825   | 27. Februar 1823 – 28. Februar 1823       |
| José de la Riva Agüero              | 1783–1858   | 28. Februar 1823 – 23. Juni 1823          |
| Antonio José de Sucre               | 1795–1830   | 23. Juni 1823 – 17. Juli 1823             |
| José Bernardo de Tagle Portocarrero | s. o.       | 17. Juli 1823 – 17. Februar 1824          |
| Simón Bolívar                       | 1783–1830   | 17. Februar 1824 – 28. Januar 1827        |
| Andrés de Santa Cruz                | 1792–1865   | 28. Januar 1827 – 9. Juni 1827            |
| Manuel Salazar y Baquíjano          | 1777–1850   | 9. Juni 1827 – 22. August 1827            |
| José de La Mar                      | s. o.       | 22. August 1827 – 7. Juni 1829            |
| Antonio Gutiérrez de La Fuente      | 1796–1878   | 7. Juni 1829 – 1. September 1829          |
| Agustín Gamarra                     | 1785–1841   | 1. September 1829 – 20. Dezember 1833     |
| Francisco Xavier de Luna Pizarro    | s. o.       | 20. Dezember 1833 – 21. Dezember 1833     |
| Luis José Orbegoso                  | 1795–1847   | 21. Dezember 1833 – 11. August 1836       |
| Pedro Pablo Bermúdez                | 1793–1852   | 4. Januar 1834 – 24. April 1834           |
| Felipe Santiago de Salaverry        | 1806–1836   | 23. Februar 1835 – 7. Februar 1836        |
| Agustín Gamarra                     | s. o.       | 25. August 1838 – 18. November 1841       |
| Manuel Menéndez                     | 1793–1847   | 18. November 1841 – 16. August 1842       |
| Juan Crisóstomo Torrico             | 1808–1875   | 16. August 1842 – 17. Oktober 1842        |
| Juan Francisco de Vidal             | 1800–1869   | 17. Oktober 1842 – 15. März 1843          |
| Justo Figuerola                     | 1771–1854   | 16. März 1843 – 20. März 1843             |
| Manuel Ignacio de Vivanco           | 1806–1873   | 20. März 1843 – 17. Juni 1844             |
| Domingo Nieto                       | 1803–1844   | 3. September 1843 – 17. Februar 1844      |
| Ramón Castilla                      | 1797–1867   | 17. Februar 1844 – 11. Dezember 1844      |
| Domingo Elías                       | 1805–1867   | 17. Juni 1844 – 10. August 1844           |
| Manuel Menéndez                     | s. o.       | 10. August 1844 – 11. August 1844         |
| Justo Figuerola                     | s. o.       | 11. August 1844 – 7. Oktober 1844         |
| Manuel Menéndez                     | s. o.       | 7. Oktober 1844 – 20. April 1845          |
| Ramón Castilla                      | s. o.       | 20. April 1845 – 20. April 1851           |
| José Rufino Echenique               | 1808–1887   | 20. April 1851 – 5. Januar 1855           |
| Ramón Castilla                      | s. o.       | 5. Januar 1855 – 24. Oktober 1862         |
| Miguel de San Román                 | 1802–1863   | 24. Oktober 1862 – 3. April 1863          |
| Ramón Castilla                      | s. o.       | 3. April 1863 – 9. April 1863             |
| Pedro Diez Canseco                  | 1815–1893   | 9. April 1863 – 5. August 1863            |
| Juan Antonio Pezet                  | 1809–1879   | 5. August 1863 – 8. November 1865         |
| Mariano Ignacio Prado               | 1826–1901   | 25. April 1865 – 24. Juni 1865            |
| Pedro Diez Canseco                  | s. o.       | 8. November 1865 – 28. November 1865      |
| Mariano Ignacio Prado               | s. o.       | 28. November 1865 – 7. Januar 1868        |
| Luis La Puerta                      | 1811–1896   | 7. Januar 1868 – 8. Januar 1868           |
| Pedro Diez Canseco                  | s. o.       | 8. Januar 1868 – 2. August 1868           |
| José Balta                          | 1814–1872   | 2. August 1868 – 22. Juli 1872            |
| Tomás Gutiérrez                     | 1817–1872   | 22. Juli 1872 – 26. Juli 1872             |
| Francisco Diez Canseco              | 1821–1884   | 26. Juli 1872 – 27. Juli 1872             |
| Mariano Herencia Zevallos           | 1820–1873   | 27. Juli 1872 – 2. August 1872            |
| Manuel Pardo                        | 1834–1878   | 2. August 1872 – 2. August 1876           |
| Mariano Ignacio Prado               | s. o.       | 2. August 1876 – 23. Dezember 1879        |
| Nicolás de Piérola                  | 1839–1913   | 23. Dezember 1879 – 12. März 1881         |
| Francisco García-Calderón Landa     | 1834–1905   | 12. März 1881 – 28. September 1881        |
| Lizardo Montero                     | 1832–1905   | 15. November 1881 – 28. Oktober 1883      |
| Andrés Avelino Cáceres              | 1836–1923   | 28. Oktober 1883 – 3. Dezember 1885       |
| Miguel Iglesias                     | 1830–1909   | 31. August 1882 – 3. Dezember 1885        |
| Antonio Arenas                      | 1808–1891   | 3. Dezember 1885 – 3. Juni 1886           |
| Andrés Avelino Cáceres              | 1836–1923   | 3. Juni 1886 – 10. August 1890            |
| Remigio Morales Bermúdez            | 1836–1894   | 10. August 1890 – 1. April 1894           |
| Justiniano Borgoño                  | 1836–1921   | 1. April 1894 – 10. August 1894           |
| Andrés Avelino Cáceres              | s. o.       | 10. August 1894 – 20. März 1895           |
| Manuel Candamo                      | 1841–1904   | 20. März 1895 – 8. September 1895         |
| Nicolás de Piérola                  | s. o.       | 8. September 1895 – 8. September 1899     |
| Eduardo López de Romaña             | 1847–1912   | 8. September 1899 – 8. September 1903     |
| Manuel Candamo                      | s. o.       | 8. September 1903 – 7. Mai 1904           |
| Serapio Calderón                    | 1843–1922   | 7. Mai 1904 – 24. September 1904          |
| José Pardo y Barreda                | 1864–1947   | 24. September 1904 – 24. September 1908   |
| Augusto B. Leguía y Salcedo         | 1863–1932   | 24. September 1908 – 24. September 1912   |
| Guillermo E. Billinghurst           | 1851–1915   | 24. September 1912 – 4. Februar 1914      |
| Oscar R. Benavides                  | 1876–1945   | 4. Februar 1914 – 18. August 1915         |
| José Pardo y Barreda                | s. o.       | 18. August 1915 – 4. Juli 1919            |
| Augusto B. Leguía y Salcedo         | s. o.       | 4. Juli 1919 – 25. August 1930            |
| Manuel María Ponce Brousset         | 1874–1966   | 25. August 1930 – 27. August 1930         |
| Luis Miguel Sánchez Cerro           | 1889–1933   | 27. August 1930 – 1. März 1931            |
| Ricardo Leoncio Elías Arias         | 1874–1951   | 1. März 1931 – 5. März 1931               |
| Gustavo A. Jiménez                  | 1886–1933   | 5. März 1931 – 11. März 1931              |
| David Samanez Ocampo y Sobrino      | 1886–1947   | 11. März 1931 – 8. Dezember 1931          |
| Luis Miguel Sánchez Cerro           | s. o.       | 8. Dezember 1931 – 30. April 1933         |
| Oscar R. Benavides                  | s. o.       | 30. April 1933 – 8. Dezember 1939         |
| Manuel Prado y Ugarteche            | 1889–1967   | 8. Dezember 1939 – 28. Juli 1945          |
| José Luis Bustamante y Rivero       | 1894–1989   | 28. Juli 1945 – 29. Oktober 1948          |
| Manuel Apolinario Odría Amoretti    | 1897–1974   | 29. Oktober 1948 – 1. Juni 1950           |
| Zenón Noriega Agüero                | 1900–1957   | 1. Juni 1950 – 28. Juli 1950              |
| Manuel Apolinario Odría Amoretti    | s. o.       | 28. Juli 1950 – 28. Juli 1956             |
| Manuel Prado y Ugarteche            | s. o.       | 28. Juli 1956 – 18. Juli 1962             |
| Ricardo Pío Pérez Godoy             | 1905–1982   | 18. Juli 1962 – 3. März 1963              |
| Nicolás Lindley López               | 1908–1995   | 3. März 1963 – 28. Juli 1963              |
| Fernando Belaúnde Terry             | 1912–2002   | 28. Juli 1963 – 3. Oktober 1968           |
| Juan Velasco Alvarado               | 1910–1977   | 3. Oktober 1968 – 30. August 1975         |
| Francisco Morales Bermúdez          | 1921–2022   | 30. August 1975 – 28. Juli 1980           |
| Fernando Belaúnde Terry             | s. o.       | 28. Juli 1980 – 28. Juli 1985             |
| Alán García Pérez                   | 1949–2019   | 28. Juli 1985 – 28. Juli 1990             |
| Alberto Fujimori                    | 1938–2024   | 28. Juli 1990 – 21. November 2000         |
| Máximo San Román                    | * 1946      | 21. April 1992 – 9. Januar 1993 (de jure) |
| Valentin Paniagua                   | 1936–2006   | 22. November 2000 – 28. Juli 2001         |
| Alejandro Toledo Manrique           | * 1946      | 28. Juli 2001 – 28. Juli 2006             |
| Alán García Pérez                   | s. o.       | 28. Juli 2006 – 28. Juli 2011             |
| Ollanta Humala Tasso                | * 1962      | 28. Juli 2011 – 28. Juli 2016             |
| Pedro Pablo Kuczynski               | * 1938      | 28. Juli 2016 – 23. März 2018             |
| Martín Vizcarra                     | * 1963      | 23. März 2018 – 9. November 2020          |
| Manuel Merino de Lama               | * 1961      | 10. November 2020 – 15. November 2020     |
| Francisco Sagasti                   | * 1944      | 16. November 2020 – 28. Juli 2021         |
| Pedro Castillo                      | * 1969      | 28. Juli 2021 – 7. Dezember 2022          |
| Dina Boluarte                       | * 1962      | seit dem 7. Dezember 2022                 |